# Episodi di Soko 5113 (ventiquattresima stagione)
La ventiquattresima stagione della serie televisiva Soko 5113 è stata trasmessa in anteprima in Germania dalla ZDF tra il 23 settembre 2003 e il 16 dicembre 2003.
| nº | Titolo originale     | Titolo italiano | Prima TV Germania | Prima TV Italia |
| -- | -------------------- | --------------- | ----------------- | --------------- |
| 1  | Der Hammer fällt     |                 | 23 settembre 2003 |                 |
| 2  | Mord vom Fass        |                 | 30 settembre 2003 |                 |
| 3  | Das Mörderspiel      |                 | 7 ottobre 2003    |                 |
| 4  | Frühe Sünden         |                 | 14 ottobre 2003   |                 |
| 5  | Die Spur des Clowns  |                 | 21 ottobre 2003   |                 |
| 6  | Zurück in den Tod    |                 | 28 ottobre 2003   |                 |
| 7  | Heile Welt           |                 | 4 novembre 2003   |                 |
| 8  | Die Befragung        |                 | 11 novembre 2003  |                 |
| 9  | Ausgepowert          |                 | 18 novembre 2003  |                 |
| 10 | Tödliche Pantomime   |                 | 25 novembre 2003  |                 |
| 11 | Bube, Dame, Mord     |                 | 2 dicembre 2003   |                 |
| 12 | Auf Messers Schneide |                 | 9 dicembre 2003   |                 |
| 13 | Der letzte Tanz      |                 | 16 dicembre 2003  |                 |